# Ioulia Natchalova
Ioulia Natchalova (Voronej, 31 janvier 1981 - Moscou, 16 mars 2019) est une actrice, animatrice de télévision et chanteuse russe. 